# Snoopy's Magic Show
Snoopy's Magic Show (スヌーピーのマジックショー Snoopy no Magic Show?) también conocido como Snoopy: Magic Show, es un videojuego de acción y puzle basado en Snoopy y otros personajes procedentes de Peanuts. Fue desarrollado y publicado por Kemco, siendo lanzado para Game Boy en 1990. Su predecesor es Snoopy's Silly Sports Spectacular. 
- Datos: Q7548011